# Campeonato Mundial de Ajedrez 1907
El Campeonato Mundial de Ajedrez 1907 fue un encuentro entre el retador Frank Marshall de Estados Unidos y el campeón defensor Emanuel Lasker del Imperio alemán. El match se jugó en distintas ciudades de Estados Unidos. El primer juego empezó el 26 de enero de 1907. El último juego empezó el 6 de setiembre del mismo año, con victoria de Lasker. Lasker ganó el match 11½-3½, manteniendo su condición de campeón y convirtiéndose en el campeón oficial número 7.

## Match
El match sería a partidas ilimitadas, solo acabando cuando un jugador llegue a 8 victorias. Las victorias cuentan como 1 punto, los empates ½ y las derrotas 0.
| Jugador        | 1 | 2 | 3 | 4 | 5 | 6 | 7 | 8 | 9 | 10 | 11 | 12 | 13 | 14 | 15 | Total (Vic) |
| -------------- | - | - | - | - | - | - | - | - | - | -- | -- | -- | -- | -- | -- | ----------- |
| Emanuel Lasker | 1 | 1 | 1 | ½ | ½ | ½ | ½ | 1 | ½ | ½  | ½  | 1  | 1  | 1  | 1  | 11½ (8)     |
| Frank Marshall | 0 | 0 | 0 | ½ | ½ | ½ | ½ | 0 | ½ | ½  | ½  | 0  | 0  | 0  | 0  | 3½ (0)      |